# Cala del Forn
La cala del Forn és una petita platja del municipi de Calonge i Sant Antoni (Baix Empordà),flanquejada per parets rocoses i pins, situada entre la platja de Can Cristus, a ponent, i la cala dels Esculls, a llevant, en un tram de roquissar amb moltes cales petites, entre les poblacions de Platja d'Aro i Sant Antoni de Calonge. Orientada al sud-est, té una longitud de 51 m i una amplada de 23 m, formada per sorra mitjana i gruixuda. No disposa de cap servei, encara que a la veïna platja de Can Cristus, a només uns metres, hi ha totes les instal·lacions d'una platja urbana. S'hi accedeix a peu pel camí de ronda.
Al fons de la platja hi ha formació de canyís, que sembla un reducte dels anteriors aiguamolls que hi havia a la zona i que avui en dia s'han dessecat a causa de les urbanitzacions. Deu el nom a l'antiga existència d'un forn romà, del qual no se'n conserva cap resta.